# IC 5309
IC 5309 је спирална галаксија у сазвјежђу Рибе која се налази на листи објеката дубоког неба у Индекс каталогу.
Деклинација објекта је + 8° 6' 36" а ректасцензија 23h 19m 11,7s. Привидна величина (магнитуда) објекта IC 5309 износи 13,7 а фотографска магнитуда 14,5. Налази се на удаљености од 52,851 милиона парсека од Сунца. IC 5309 је још познат и под ознакама UGC 12498, MCG 1-59-42, CGCG 406-61, IRAS 23166+0750, PGC 71051.